# Fromeréville-les-Vallons
Fromeréville-les-Vallons é uma comuna francesa na região administrativa de Grande Leste, no departamento de Meuse. Estende-se por uma área de 20,3 km². Em 2010 a comuna tinha 212 habitantes (densidade: 10,4 hab./km²).